# 멀리비 자매
케이트 멀리비(Kate Mulleavy, 1979년 2월 11일 ~ )와 로라 멀리비(Laura Mulleavy, 1980년 8월 31일 ~ )는 미국의 패션 디자이너, 영화 감독이다. 패션 브랜드 로다테(Rodarte)의 창립자이다. 2017년 영화 《우드쇼크》의 감독과 각본을 맡으며 영화 감독으로도 데뷔했다.